# Beringin Jaya (Torgamba)
Beringin Jaya is een bestuurslaag in het regentschap Labuhan Batu Selatan van de provincie Noord-Sumatra, Indonesië. Beringin Jaya telt 4330 inwoners (volkstelling 2010).